# Mikulin AM-34
El Mikulin AM-34 (M-34) fue el primer motor de aviación refrigerado por líquido desarrollado en la Unión Soviética. También empleó el primer sistema de paso variable de la hélice. El motor entró en producción en septiembre de 1934, y fue utilizado en los aviones Beriev MBR-2, Tupolev TB-3, Tupolev TB-4, Tupolev ANT-20, Petlyakov Pe-8, Kalinin K-7, Polikarpov I-17, Boljovitinov DB-A, y Polikarpov R-Z.

## Variantes
AM-34
Versión atmosférica
AM-34FRN
Versión de alta potencia, capaz de desarrollar 1.200 hp a 1850 rpm
AM-34N
Versión con sobrealimentador centrífugo

## Especificaciones (AM-34)
- Tipo: 12 cilindros en V a 60°
- Diámetro: 160 mm
- Carrera: 190 mm
- Desplazamiento: 45,82 L en modelos iniciales. 46,66 L posteriormente
- Peso: 670 kg
- Alimentación: carburador
- Refrigeración: líquida
- Potencia: 615 kW (825 hp) a 1850 rpm al despegue, 560 kW (750 hp) a 1.760 rpm en vuelo de crucero
- Potencia específica: 13,42 kW/L
- Compresión: 6:1
- Relación potencia/peso: 0,92 kW/kg

- Datos: Q1783518
- Multimedia: Mikulin AM-34 / Q1783518